# Pieter Verhees
Pieter Verhees (né le 8 décembre 1989 à Lommel, dans la province de Limbourg) est un joueur belge de volley-ball. Il mesure 2,05 m et joue central. Il est international belge.

## Clubs
| Club              | De        | À         |
| ----------------- | --------- | --------- |
| VC Maaseik        | 2006-2007 | 2007-2008 |
| VC Lennik         | 2008-2009 | 2010-2011 |
| VC Maaseik        | 2011-2012 | 2011-2012 |
| Top Volley Latina | 2012-2013 | 2013-2014 |
| Modène Volley     | 2014-2015 | 2014-2015 |
| Volley Milan      | 2015-2016 | 2016-2017 |
| Callipo Sport     | 2017-2018 | 2017-2018 |
| Porto Robur Costa | 2018-2019 | 2018-2019 |
| Warta Zawiercie   | 2019-2020 | 2019-2020 |
| VC Maaseik        | 2020-2021 | ...       |

## Palmarès
- Challenge Cup
  - Finaliste : 2014
- Coupe de la CEV
  - Finaliste : 2008, 2013
- Championnat de Belgique (2)
  - Vainqueur : 2008, 2012
  - Finaliste : 2007, 2011
- Coupe de Belgique (3)
  - Vainqueur : 2007, 2008, 2012
- Supercoupe de Belgique (2)
  - Vainqueur : 2006, 2011
  - Finaliste : 2007
- Championnat d'Italie
  - Finaliste : 2015
- Coupe d'Italie (1)
  - Vainqueur : 2015